# أرشاك بيتروسيان
أرشاك بيتروسيان (16 ديسمبر 1953-) هو لاعب شطرنج أرميني ومدرب وطني. منحه الاتحاد الدولي للشطرنج لقب أستاذ دولي كبير في عام 1984. فاز ببطولة الشطرنج الأرمينية في عامي 1974 و1976. أصبح لاعبًا بارزًا في البطولات السوفيتية خلال الثمانينيات، حيث فاز في مباريات ضد أساتذة كبار مشهورين مثل أليكسي شيروف ورافائيل فاجانيان وألكسندر موروزيفيتش. وفي الآونة الأخيرة عمل كمدرب ومعلم لصهره، بيتر ليكو. نظام تصنيف إيلو الحالي له هو 2470، على الرغم من أنه كان غير نشط لمدة خمس سنوات على الأقل.
أرشاك بتروسيان ليس له صلة بديكران بيدروسيان، وهو أيضًا أرميني، وكان بطل العالم في الشطرنج من عام 1963 إلى عام 1969.

## الجوائز
- 2009 - وسام ميخائيل بوتفينيك.[4]
- 2012 – وسام القديس مسروب ماشتوتس.[5]

## روابط خارجية
- أرشاك بيتروسيان على موقع الاتحاد الدولي للشطرنج (الإنجليزية)
- أرشاك بيتروسيان على موقع مباريات الشطرنج (الإنجليزية)
- أرشاك بيتروسيان على موقع 365Chess.com (الإنجليزية)
- أرشاك بيتروسيان على موقع Chesstempo.com (الإنجليزية)
- أرشاك بيتروسيان على موقع الاتحاد الأمريكي للشطرنج (الإنجليزية)
- أرشاك بيتروسيان سجل أولمبياد الشطرنج على موقع OlimpBase.org (الإنجليزية)